# Robert Owen
Pour les articles homonymes, voir Owen.
Robert Owen, né le 14 mai 1771 à Newtown (comté de Montgomeryshire) (pays de Galles) et mort le 17 novembre 1858 dans la même ville, est un entrepreneur et théoricien socialiste britannique. Ses idées et ses réalisations ont inspiré un courant « socialiste utopique » baptisé « owenisme », influent durant la première moitié du XIXe siècle. Il est considéré comme le « père fondateur » du mouvement coopératif et du socialisme britannique.

## Biographie

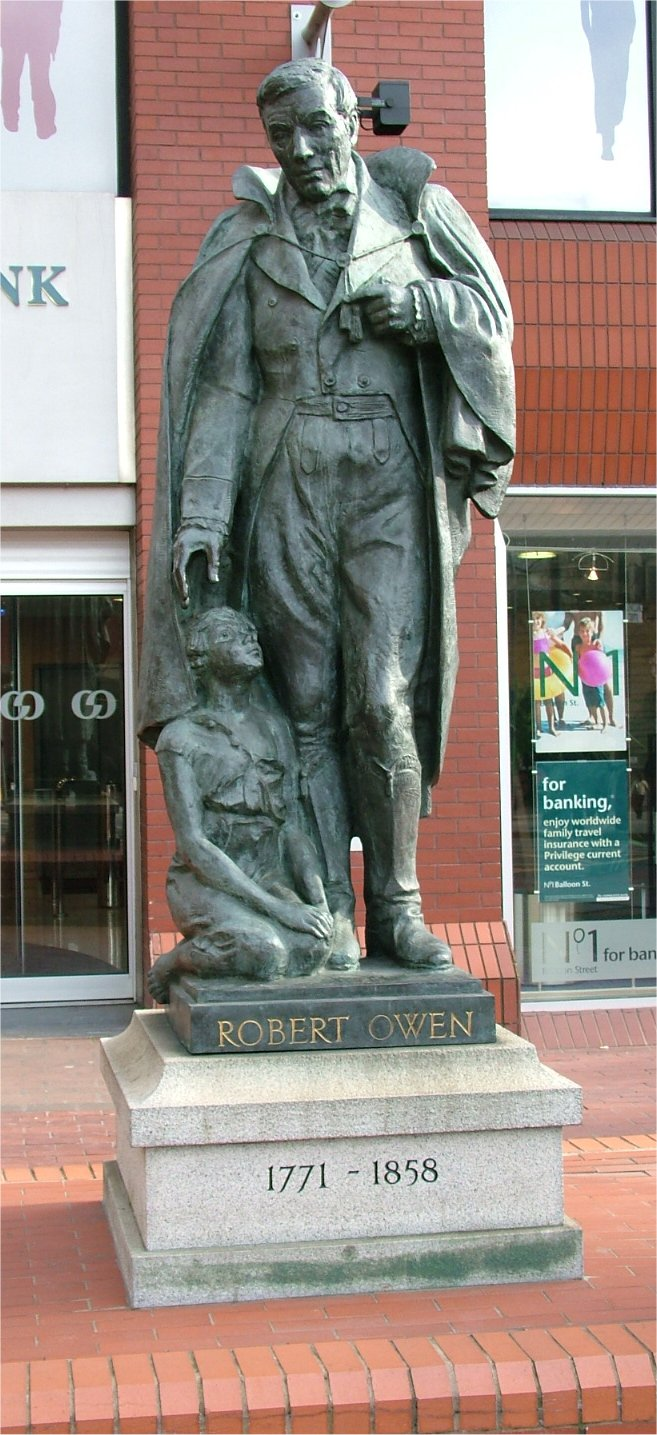
Statue représentant Robert Owen à Manchester

### L'industriel
Owen naît à Newtown, dans le Montgomeryshire, où son père était forgeron. Le jeune Owen y suit de courtes études, travaille dès l'âge de 10 ans comme commis chez un drapier du Lincolnshire, puis dans une maison de commerce de Manchester. Âgé de 18 ans, il  s'associe par la suite avec un artisan pour construire des machines à filer le coton, mais le succès n'est pas au rendez-vous et les deux associés se séparent. Owen poursuit son activité en indépendant, puis devient en 1791 sous-directeur de la filature de Bank Top Mill. Propriété de l'industriel Peter Drinkwater, c'est l'un des plus grands établissements textiles de Grande-Bretagne, employant 4 500 personnes. Dans cette manufacture, Owen utilise les premiers sacs de coton importés dans le pays depuis les États du Sud américain.  
En 1794 ou 1795, il devient le directeur et l'un des associés de la Chorlton Twist Company à Manchester. Lors d'une visite à Glasgow en 1797, il s'éprend d'Anne Caroline Dale, fille du propriétaire de la filature de New Lanark, David Dale. Owen incite ses associés à acquérir la New Lanark et, après son mariage avec Anne Caroline Dale en septembre 1799, il devient directeur général de l'entreprise le 1er janvier 1800. Encouragé par ses succès dans la gestion des manufactures de coton à Manchester, il décide alors de diriger New Lanark selon des principes plus élevés que les règles commerciales en vigueur.

### Débuts d'œuvre sociale
La manufacture de New Lanark fut fondée en 1784 par Dale et Richard Arkwright. Elle utilisait l'énergie hydraulique fournie par les chutes d'eau de la Clyde. La filature employait environ 2 000 personnes dont 500 enfants, issus pour la plupart dès cinq ou six ans, des orphelinats d'Édimbourg et de Glasgow. Les enfants étaient plutôt bien traités par Dale, mais les conditions de vie des ouvriers en général étaient déplorables. C'était une population misérable, qui ne pouvait se permettre de refuser les longues heures de travail et les corvées démoralisantes ; vol et alcoolisme étaient courants, l'éducation et l'hygiène négligées, nombre de familles vivaient dans une seule pièce. Owen entreprit alors prudemment d'élever le niveau de vie de ses ouvriers. Il améliora les habitations et s'appliqua à inculquer des notions d'ordre, de propreté et de prévoyance. Il ouvrit un magasin où l'on pouvait acheter des produits de bonne qualité à des prix à peine supérieurs au prix coûtant. La vente d'alcool y était strictement réglementée. Cependant, il connut sa plus grande réussite dans l'éducation de la jeunesse, chose à laquelle il tenait particulièrement. Il fut le créateur de l'école primaire en Angleterre, et fut influencé notamment par les travaux de Johann Heinrich Pestalozzi (à qui il rendit visite dans son école d'Yverdon-les-Bains) et de Jean Frédéric Oberlin.

### Principes
Owen obtint de grands succès dans tous ses projets. La population, bien que méfiante à son égard dans les débuts, lui accorde finalement sa confiance. Pourtant, malgré l'essor et les succès commerciaux des filatures, la mise en pratique de certains projets d'Owen impliquaient d'énormes dépenses, ce qui n'était pas sans déplaire à ses associés. Lassé par ces gens qui ne cherchaient que le profit, Owen fonda une nouvelle société grâce à laquelle il allait donner libre cours à ses projets philanthropiques (1813). Jeremy Bentham et le célèbre quaker William Allen furent ses associés. La même année, Owen publia ses premiers essais, où il put exposer les principes fondateurs de son système pédagogique. Très jeune, il avait perdu toute croyance religieuse et avait créé son propre credo, qu'il considérait comme une découverte originale. Sa philosophie était fondée sur l'idée que l'homme ne forme pas son caractère lui-même, qu'il est façonné par sa destinée sur laquelle il n'a aucune prise, qu'il n'y a donc pas lieu de le féliciter pour ses efforts ni de le blâmer pour ses erreurs. De ces principes il tirait la conclusion pratique suivante : la seule manière de façonner le caractère de l'homme consiste à le soumettre dès son plus jeune âge à des influences physiques, morales et sociales appropriées. Ces principes — irresponsabilité de l'homme et réceptivité du jeune enfant — forment la clé de voûte de tout le système éducatif et social d'Owen, qui les exposa dans le premier de ses quatre essais intitulé Nouveau Regard sur la société ou Essai sur le principe de formation du caractère humain, publié en 1813.
Les années suivantes, les travaux d'Owen à New Lanark connurent une portée nationale et même européenne. Ses projets d'éducation des travailleurs connurent leur apogée dans l'ouverture d'une maison de santé à New Lanark en 1816. En 1817, il lança le mot d’ordre : « 8 heures de travail, 8 heures de loisir, 8 heures de sommeil » , qui devint ensuite le slogan de la 1re Internationale et du mouvement ouvrier français. Le peintre et affichiste anarchiste Jules Grandjouan l’illustra par un dessin célèbre de 1906.
Owen fut en revanche très déçu par le Factory Act (1819), issu d'un projet de législation industrielle dont il fut l'un des artisans. Il obtint des entrevues avec les principaux membres du gouvernement dont le premier ministre, Lord Liverpool, ainsi qu'avec de nombreux dirigeants et hommes d'État européens. New Lanark devint un lieu de pèlerinage très fréquenté par les réformateurs socialistes, hommes d'État, personnages royaux et même par Nicolas Ier, futur tsar de Russie. De l'avis général des visiteurs, les résultats obtenus par Owen étaient extraordinaires. Les enfants étaient joyeux, aimables, gracieux et respiraient la santé et le bien-être. L'alcoolisme était inconnu et les naissances illégitimes extrêmement rares. Il existait entre Owen et ses ouvriers une entente réelle qui rendait le fonctionnement de la filature aisé et harmonieux. Les résultats de l'entreprise s'en ressentaient avantageusement.
Les travaux d'Owen étaient bien perçus comme ceux d'un philanthrope, avec cette différence due à sa modernité, son originalité et son désintéressement. Il se rapprocha du socialisme dès 1817 et ses idées furent rapportées par la commission de la loi sur la pauvreté de la Chambre des lords.

### L'utopie coopérative d'Owen
La misère générale et le marasme économique dus aux guerres napoléoniennes monopolisaient l'attention de tout le pays. Après avoir décrit les causes guerrières qui avaient contribué à ce déplorable état de faits, Owen établit que la cause principale de la misère était à rechercher dans la rivalité entre le monde ouvrier et le système, et que la seule parade pour les hommes consistait à s'unir pour contrôler l'outil de travail. Ses propositions pour combattre le paupérisme (la pauvreté) étaient basées sur ces principes. Il préconisait l'installation de communautés d'environ 1200 personnes, toutes bénéficiaires d'un emploi, vivant dans un seul immeuble avec cuisines et salles à manger communes ; chaque couple disposant d'un appartement privé et élevant ses enfants jusqu'à l'âge de trois ans ; âge auquel ceux-ci auraient été pris en charge par la communauté. La famille se serait néanmoins retrouvée au complet lors des repas et à d'autres moments privilégiés. Les communautés, fondées par des individus, des communes, des comtés ou des États, auraient été, dans tous les cas, supervisées par des personnes hautement qualifiées. Owen fut sans doute inspiré par New Lanark pour définir la taille de ces communautés, et il devait bientôt considérer ce projet comme  seul capable d'offrir une nouvelle organisation de société. Dans sa forme la plus aboutie, ce projet comportait une évolution. Owen considérait qu'un nombre de 500 à 3000 personnes était idéal pour une bonne organisation du travail de la communauté. Essentiellement agricole, celle-ci devrait posséder du matériel moderne, offrir nombre d'emplois différents et être, autant que possible, autonome. Ces cantons (comme il les nommait), de plus en plus nombreux, fédérés et unis se seraient développés par dizaines, centaines, milliers ; jusqu'à rassembler le monde entier dans une organisation et un intérêt communs. 
Ses projets de lutte contre la misère étaient accueillis avec grand intérêt. Le Times, le Morning Post et de nombreuses personnalités les approuvaient. Le duc de Kent, père de la reine Victoria, comptait parmi l'un de ses plus fervents supporters. Owen avait déjà attiré l'attention en proclamant lors d'une conférence à Londres son hostilité envers toute forme de religion. L'opinion publique en fut choquée et les théories d'Owen devinrent dès lors suspectes, car se heurtant à un sentiment religieux très fort. Mais Owen ne s'en émut pas et s'employa dès lors à mettre ses idées en pratique. En 1825, une expérimentation grandeur nature fut entreprise sous la direction d'un de ses émules, Abraham Combe, à Orbiston (près de Glasgow) et une autre l'année suivante, conduite par Owen lui-même à New Harmony dans l'Indiana (États-Unis). Dans les deux cas, ce fut un échec total au terme de deux ans. Il faut dire que la population était extrêmement hétérogène, accueillant aussi bien d'honnêtes gens que des vagabonds ou des aventuriers. 
Josiah Warren, l'un des membres de cette "New Harmony Society" prétendit que la communauté était vouée à l'échec du fait d'une absence de dirigeants et aussi parce que la propriété privée n'y existait pas. Il en parlait en ces termes : « Nous avons refait un monde en miniature… Nous avons recréé les conditions qui ont amené la Révolution française en privilégiant l'entité et en désespérant les cœurs… Les lois naturelles de la diversité ont repris le dessus… l'intérêt unitaire était en opposition avec les individualités, les circonstances et l'instinct de conservation de chacun… » (Periodical Letter II, 1856). Les remarques de Warren sur les raisons de l'échec de la communauté contribuèrent au développement de l'anarchisme individualiste américain dont il fut le principal théoricien.
Après une longue période de frictions avec William Allen et ses autres associés, Owen abandonna en 1828 toute participation dans la New Lanark. De retour des États-Unis, il concentra ses activités sur Londres. Déçu par l'échec de sa communauté de New Harmony, il abandonna ses activités capitalistes et prit la tête d'une campagne de propagande mêlant socialisme et laïcité. L'une des innovations majeures de ce mouvement fut en 1832 l'instauration d'une bourse du travail équitable basée sur des annonces d'emploi, et d'où les intermédiaires habituels étaient supprimés. 
Le mot « socialisme » commença à être souvent entendu dans les débats de l’"Association of all Classes of all Nations" fondée en 1835 par Owen. Pendant toutes ces années, ses idées sur la laïcité gagnèrent suffisamment de terrain chez les ouvriers pour que la Westminster Review annonce en 1839 qu'une grande partie d'entre eux partageait ces vues.
D'autres expérimentations de type communiste furent tentées à cette époque, Ralahine dans le comté de Clare (Irlande) et Tytherly dans le Hampshire. Ralahine, fondée en 1831, fonctionna pendant deux ans, puis fut vendue par son propriétaire, ruiné par le jeu. La communauté fondée à Tytherly en 1839 dura jusqu'en 1845. 
En 1846, des idées d'Owen pourtant largement relayées par les journaux, ses écrits et ses conférences, ne subsistait plus que le mouvement coopératif, et le temps passant, elles disparurent progressivement. Owen, pendant ses dernières années se tourna vers le spiritualisme avant de mourir dans sa ville natale le 17 novembre 1858.

## Ses enfants
Robert Owen eut quatre fils, Robert Dale, William, David Dale et Richard, lesquels devinrent tous citoyens des États-Unis.
- Robert Dale Owen, l'aîné (1801-1877), fut dans son pays d'adoption un ardent défenseur des doctrines de son père. Il siégea à la Chambre des Représentants de l'Indiana (1836-1839 et 1851-1852) et fut élu représentant au Congrès des États-Unis (1844-1847), où il rédigea la loi créant la Smithsonian Institution. Il fut élu membre de la Convention constitutionnelle de l'Indiana en 1850, où il plaida pour que veuves et femmes mariées puissent jouir de leurs propriétés, et pour l'adoption d'un système commun d'école gratuite. Il permit plus tard l'instauration d'une loi facilitant le divorce. Entre 1853 et 1858, il fut ambassadeur des États-Unis à Naples. Il était un grand partisan du spiritualisme et fut l'auteur de deux livres sur le sujet : Footfalls on the Boundary of Another World (1859) et The Debatable Land Between this World and the Next (1872).
- David Dale Owen (1807-1860) fut nommé en 1839 géologue et entreprit des fouilles extensives au nord-ouest, qui furent publiées par le Congrès.
- Le benjamin, Richard Owen (1810-1890), fut professeur de sciences naturelles à l'université de Nashville. Il ne doit pas être confondu avec son contemporain Richard Owen (1804-1892), un célèbre zoologiste et paléontologue britannique.

### Sources
Une grande partie de l'article est tirée de l'Encyclopaedia Britannica de 1911 : Voir (en)  « Owen, Robert », dans Encyclopædia Britannica, 1911 [détail des éditions]

#### Ouvrages anciens

##### Œuvres écrites de Robert Owen
- Esquisse du système d’éducation, 1825
- Propositions fondamentales du système social, 1837
- Le Livre du nouveau monde moral, 1847
- Adresse à l’assemblée nationale de France, 1848
- Courte exposition d’un système social rationnel, 1848
- Dialogue entre la France, le monde et Robert Owen, 1848
- Proclamation au peuple français, 1848
- The Life of Robert Owen written by himself (Londres, 1857)

##### Biographies anciennes
- A. J. Booth (London, 1869)
- W. L. Sargant (London, 1860)
- Owen, Robert Dale, Threading my Way, Twenty-seven Years of Autobiography (Londres, 1874).
- Robert Dale Owen, 'Robert Owen & New Lanark.
- Lloyd Jones (London, 1889)
- F. A. Packard (Philadelphia, 1866)
- Édouard Dolléans, Robert Owen (Paris, 1905)
- H. Simon, Robert Owen: sein Leben und seine Bedeutung für die Gegenwart (Jena, 1905)
- Frank Podmore, Robert Owen: A Biography, 2 vols. Londres : Allen & Unwin, 1905.
- G. D. H. Cole (London, Ernest Benn Ltd., 1925)

#### Autres ouvrages
- Louis Reybaud, Etude sur les réformateurs contemporains ou socialistes modernes Saint-Simon, Charles Fourier, Robert Owen…, 1864.
- G. J. Holyoake, History of Co-operation in England (London, 1906)

#### Ouvrages récents

##### Éditions des œuvres de Robert Owen
- Robert Owen, textes choisis, Introduction et notes de A.L. Morton, Éditions sociales, Les classiques du peuple, 1963.

##### Biographies
- Serge Dupuis, Robert Owen, socialiste utopique, 1771-1858, Centre national de la recherche scientifique, Paris, 1999.
- (fr) Ophélie Siméon, « Owen, Robert », Dictionnaire biographique du mouvement ouvrier international (Grande-Bretagne),‎ mars 2013 (lire en ligne)
- (en) Ophélie Siméon, Robert Owen’s Experiment at New Lanark : From Paternalism to Socialism, Cham, Springer International Publishing AG, coll. « Palgrave Studies in Utopianism », 2017, 173 p. (ISBN 978-3-319-64226-0).
- (fr) Ophélie Siméon, « Le machinisme comme réponse à la question sociale : Robert Owen et l’expérience de New Lanark », dans François Jarrige (dir.), Dompter Prométhée : Technologies et socialismes à l’âge romantique (1820-1870), Besançon, Presses universitaires de Franche-Comté, 2016 (ISBN 978-2-84867-560-2, DOI 10.4000/books.pufc.22399 , lire en ligne), p. 55-78.

##### Articles
- (en) W.H. Chaloner, « Robert Owen, Peter Drinkwater and the Early Factory System in Manchester, 1788-1800 », Bulletin of the John Rylands Library,‎ septembre 1954, p. 72-102.
- Maximilien Rubel, « Robert Owen à Paris en 1848 », L'Actualité de l'Histoire, 1960.